# Tsubouchi Shoyo
Tsubouchi Shōyō (坪内 逍遥, 22 de maio de 1859 - 28 de fevereiro de 1935) foi um escritor, crítico, dramaturgo, tradutor, editor, educador e professor (na Universidade de Waseda) japonês.